# El incinerador de cadáveres

El incinerador de cadáveres (en inglés: The Cremator, en checo: Spalovač mrtvol) es una película de terror psicológico y comedia negra satírica checoslovaca de 1969 dirigida por Juraj Herz, basada en una novela de Ladislav Fuks.
El guion fue escrito por Herz y Fuks. La película fue seleccionada por Checoslovaquia para competir a Mejor Película de Lengua Extranjera en los 42º Premios Óscar, pero no fue aceptada.
En 1972, ganó el premio a Mejor Película del Festival de Cine de Sitges, donde también recibió premios por su protagonista Rudolf Hrušínský y el director de fotografía Stanislav Milota.

## Argumento[3]
Advertencia:  esta sección contiene detalles de la trama y el argumento.
La historia se desarrolla en Praga, en la década de 1930, donde vive y trabaja el propietario de una funeraria, Karel Kopfrkingl. 
El señor Karel, desde su negocio, domina a sus familiares, amigos y empleados sobre los cuales ejerce su influencia con humor sarcástico y burlón. 
Sólo está preocupado porque el tránsito de los difuntos hacia el más allá sea lo más limpio y rápido posible, todo mediante la incineración de cadáveres en el crematorio que posee. Se muestra también muy interesado en el Libro tibetano de los muertos.
Pese a estar casado, Kopfrkingl visita una vez al mes un burdel.
Un amigo suyo perteneciente al partido nacionalsocialista de Checoslovaquia, llamado Walter Reinke, le tienta a unirse al partido debido a su posible sangre alemana. Kopfrkingl en un principio no se muestra interesado. Cuando Reinke le invita a un acto del partido y le muestra una serie de fotografías de mujeres rubias desnudas que acudirán (presumiblemente prostitutas), Kopfrkingl cambia de opinión y decide unirse al Partido.
A partir de entonces Kopfrkingl colaborará con el partido espiando a vecinos y empleados judíos, así como las opiniones de otros trabajadores sobre el nacionalsocialismo.
Finalmente, Reinke le dice que su esposa, Lakmé, es medio judía, y por tanto sus hijos tienen un cuarto de sangre judía. A cambio de progresos laborales, Karel Kopfrkingl accede a matar a su mujer e hijos. Durante estos actos, Kopfrkingl tiene alucinaciones en las que habla consigo mismo bajo el aspecto de un monje budista.
La película termina con Kopfrkingl aceptando un trabajo en un crematorio de un campo de exterminio.

## Recepción del público
Inscrita dentro del expresionismo alemán y como ejemplo de la Nueva Ola Checoslovaca. La película fue prohibida después de su estreno en 1969, y permaneció "en la bóveda" hasta el colapso del sistema comunista en Checoslovaquia en 1989.
Con una puntuación del 90,2% en la IMDb y una profusa lista de elogios de los críticos de cine, El incinerador de cadáveres se considera una de las mejores películas de la historia de la cinematografía checa y de Europa Oriental. Con el tiempo se ha convertido en película de culto.